# Сеги, Жорж
Жорж Сеги (фр. George Segue) (16 марта 1927 года, Тулуза — 13 августа 2016 года, Париж) — деятель французского рабочего движения. Генеральный секретарь Всеобщей конфедерации труда Франции (1967).

## Биография
Родился 16 марта 1927 года в Тулузе в семье железнодорожника. Отец Сеги были коммунистом и профсоюзным деятелем. По профессии электрик.
В 1940—1944 годы во время оккупации Франции немецко-фашистскими войсками принимал активное участие в Движении Сопротивления. Один из основателей Французской коммунистической партии
Пьер Семар (1887—1942) был другом семьи Сеги. В 1940 году Жорж Сеги присоединился к деятельности нелегальной коммунистической организации. После казни Семара в 1942 году Сеги стал активнее участвовать в Сопротивлении, участвуя в саботировании работы железных дорог. Он нашел работу в типографии Анри Лиона, которая использовалась участниками Движения Соопротивления. В 1942 году установил контакт с подпольной французской коммунистической партией (ФКП), Всеобщей конфедерацией труда (ВКТ) и Национальным фронтом .
В 1944 году типография была предана, а весь персонал арестован. Под пытками Анри Лион отказался давать показания против Сеги, тем самым спас ему жизнь. В 1944 году Сеги был арестован и заключён в концентрационный лагерь Маутхаузен в Австрии, где пробыл 15 месяцев. Находясь в лагере, он притворился, что владеет навыками металлообработки, и был направлен в авиационную мастерскую, где совершал различные диверсии. В лагере он также присоединился к подпольной организации Французской коммунистической партии.
Сеги был освобожден в апреле 1945 года и нашел работу электриком в железнодорожной компании SNCF. Он вступил в профсоюз, входящий в Федерацию железнодорожников, которая, в свою очередь, входила во Всеобщую Конфедерацию Труда. Вскоре он приобрел известность в профсоюзе, будучи назначенным в его секретариат в 1949 году, и продолжил службу, когда переехал в Париж, а затем в Монтрей . Он также оставался активным членом ФКП и в 1950 году учился в школе ФКП.
В 1956 году Сеги был избран помощником генерального секретаря Федерации железнодорожников, отвечающим за ресурсы.
В 1961—1965 годы был генеральным секретарём федерации железнодорожников.
В 1954 году был избран членом Центрального Комитета Французской коммунистической партии, с 1956 года- членом Политбюро Центрального Комитета Французской коммунистической партии.
В 1965 году по предложению Бенуа Фрашона был избран секретарём Всеобщей Конфедерации Труда Франции, в 1967 году — её генеральным секретарём.
В отличие от Генерального секретаря ФКП Вальдека Роше, Сеги поддерживал движение мая 1968 года и использовал это для увеличения количества членов федерации на 300 000 человек. Он вел переговоры с правительством Жоржа Помпиду в мае 1968 года и 25 мая подписал соглашение о прекращении забастовки на некоторых условиях (Гренельские соглашения). Но 27 мая в Париже прошла многотысячная демонстрация против де Голля и Гренельских соглашений. 29 мая руководство профсоюзов было вынуждено объявить о продолжении забастовки.
Оставаясь членом ЦК ФКП, он становился все более недовольным стратегией партии и Анри Красуцкий был назначен представителем партии среди руководства ВКТ.
В 1970 году был избран членом Бюро Всеобщей Федерации Профсоюзов.
Жорж Сеги ушел в отставку в 1982 году. Основал Институт социальной истории, стал его президентом. Сеги оставался в Центральном Комитете ФКП до 1994 года. Он активно участвовал в праздновании столетия ВКТ в 1995 году и время от времени писал о профсоюзном движении вплоть до своей смерти в 2016 году.
В 1998 г. Сеги был награжден офицерским крестом ордена Почётного легиона.